# 奥利维娅·维维安
奥利维娅·维维安（英語：Olivia Vivian，1989年7月13日—），澳大利亚女子竞技体操运动员。她曾代表澳大利亚参加2014年英联邦运动会体操比赛，获得一枚银牌。她也曾参加2008年夏季奥运会。